# Ausztria vasúti közlekedése

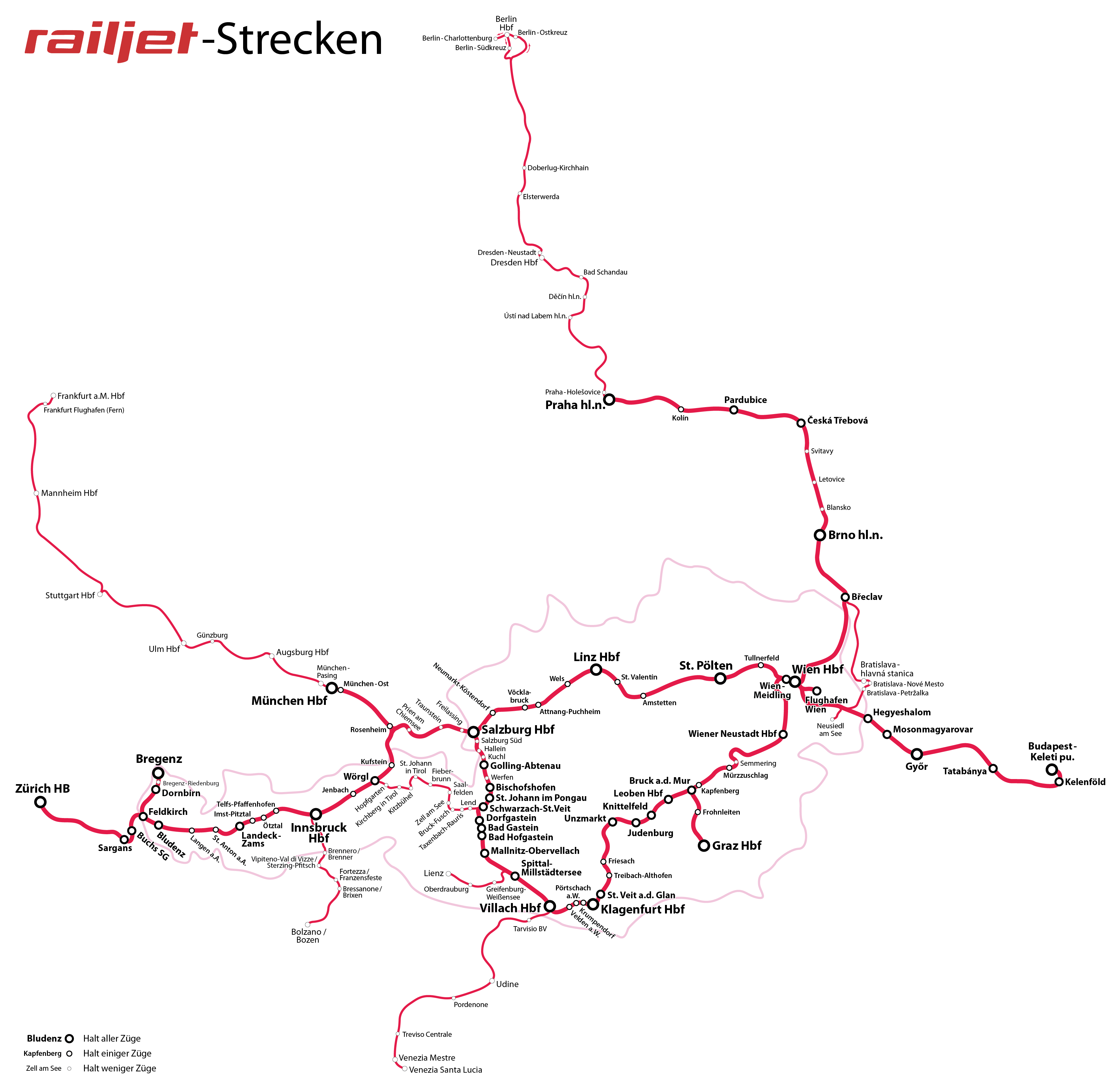
A Railjet útvonala 2020-ban

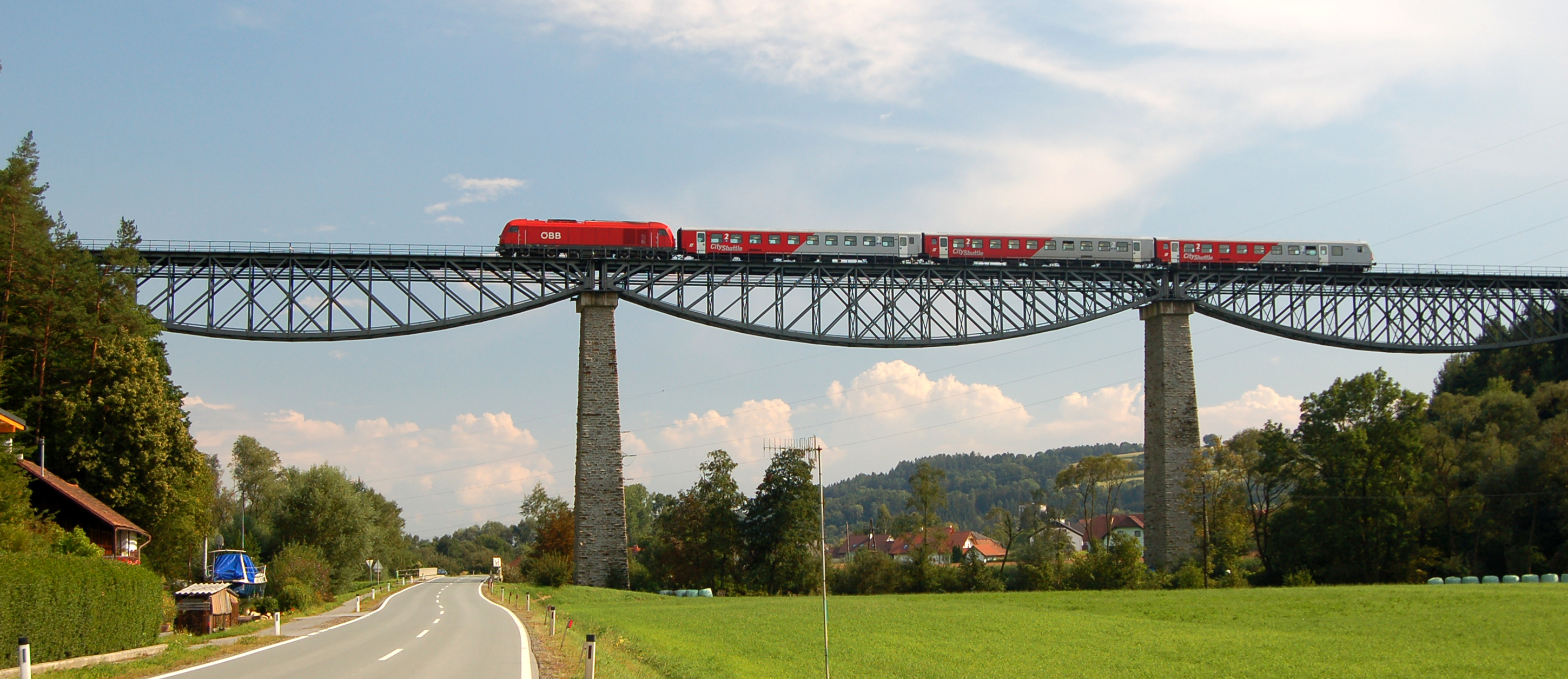
Viadukt Rohrbach an der Lafnitznál

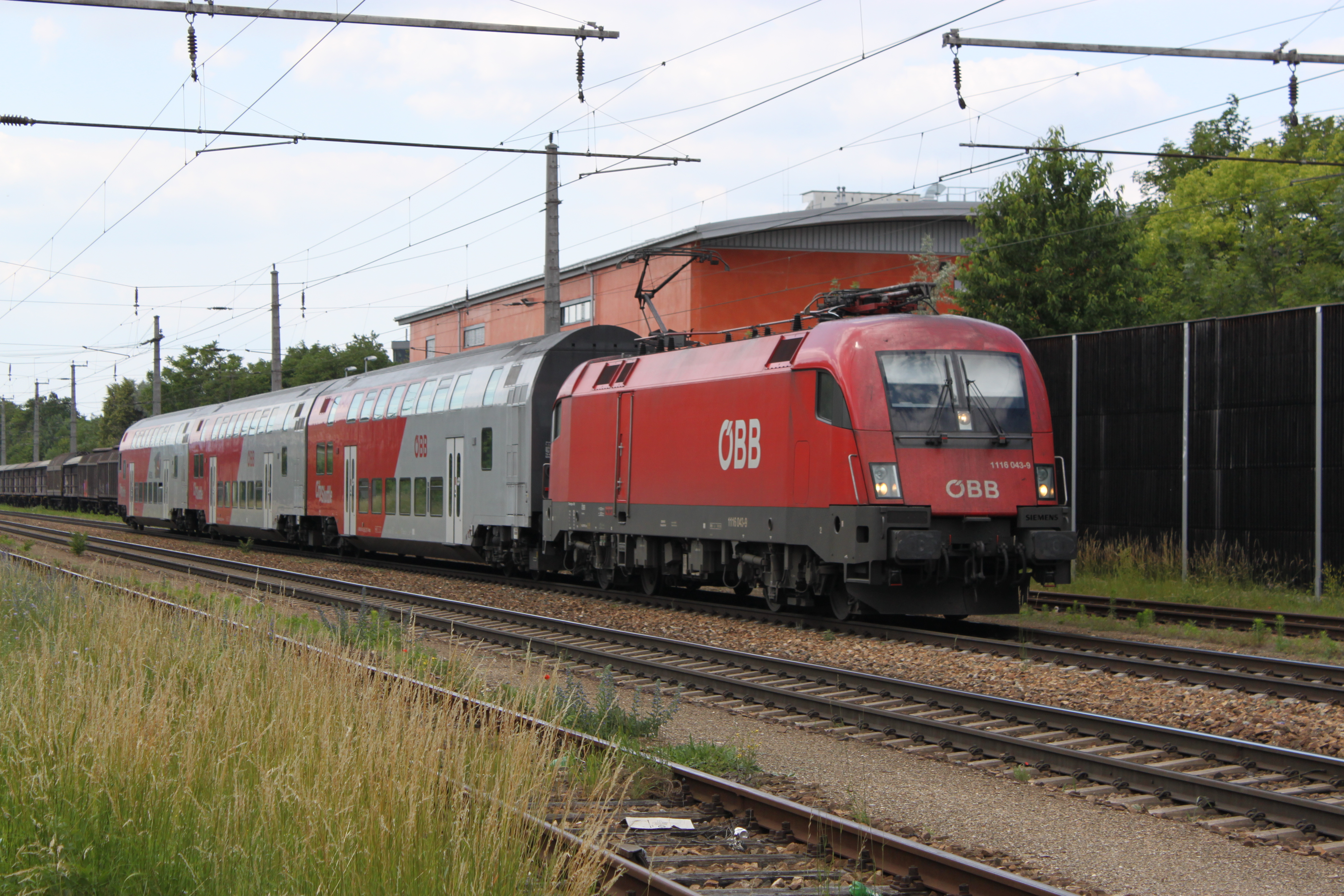
Személyvonat Ausztriában emeletes kocsikkal

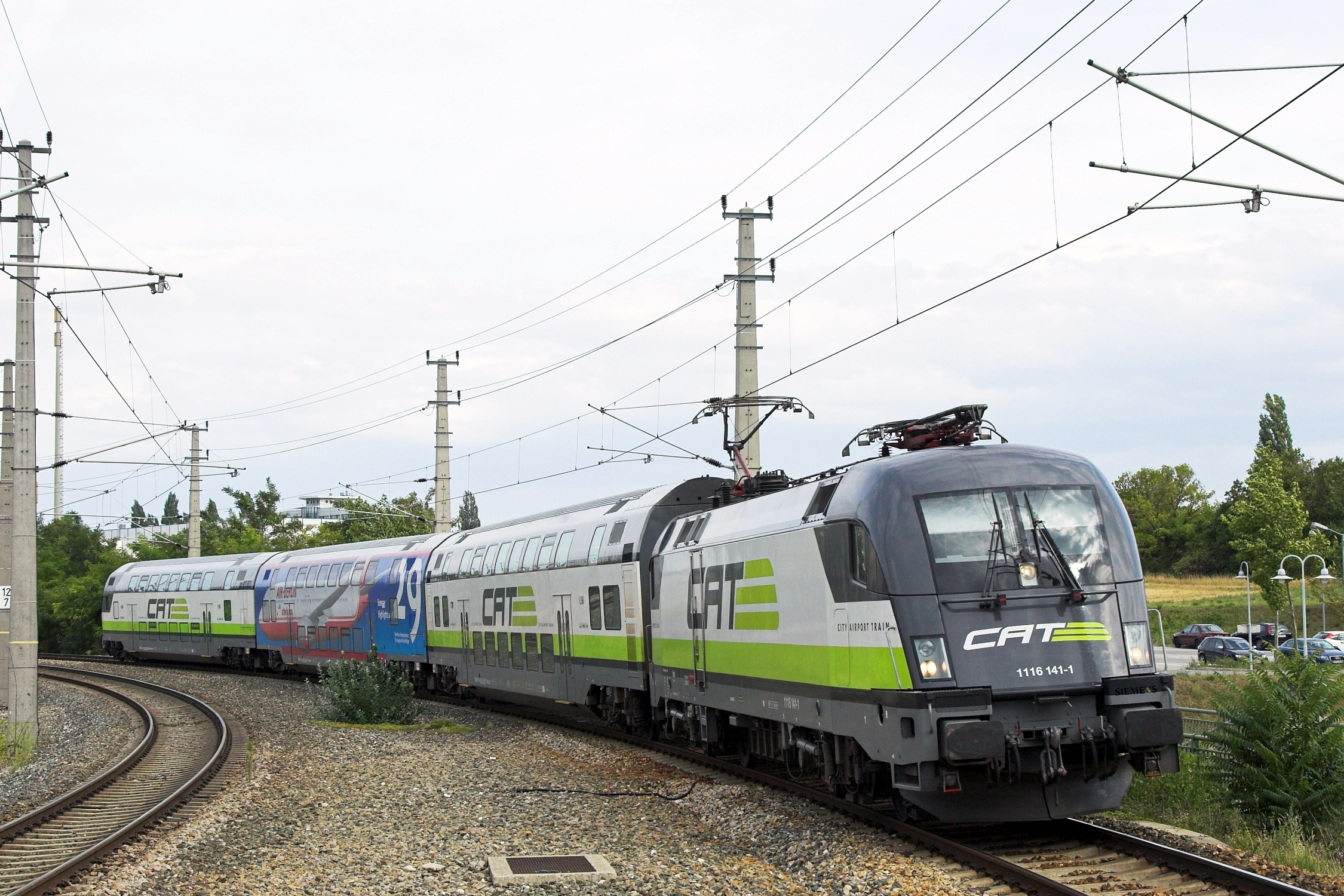
A CAT szerelvénye

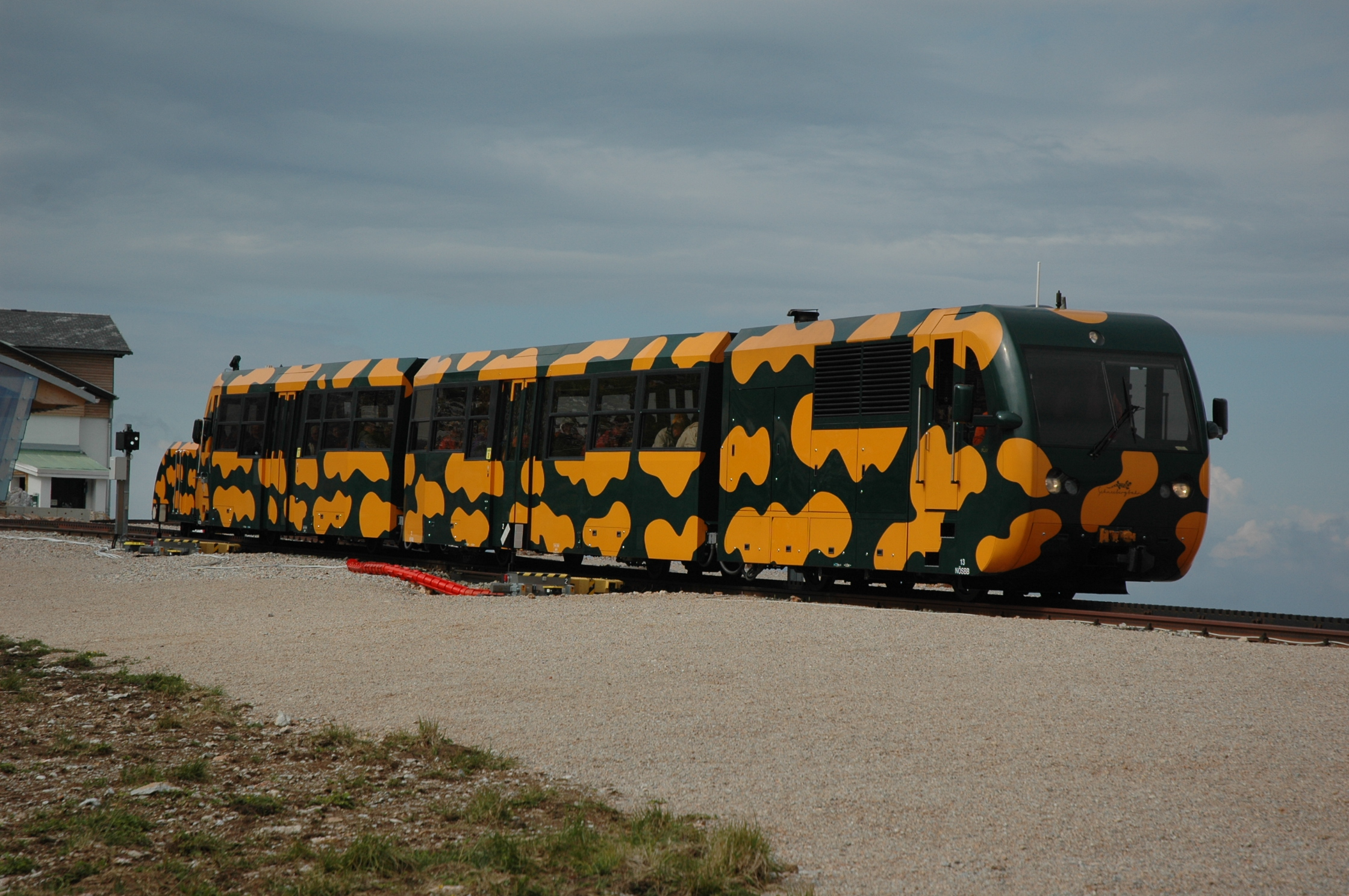
A Schneebergbahn "Szalamandra" motorvonata

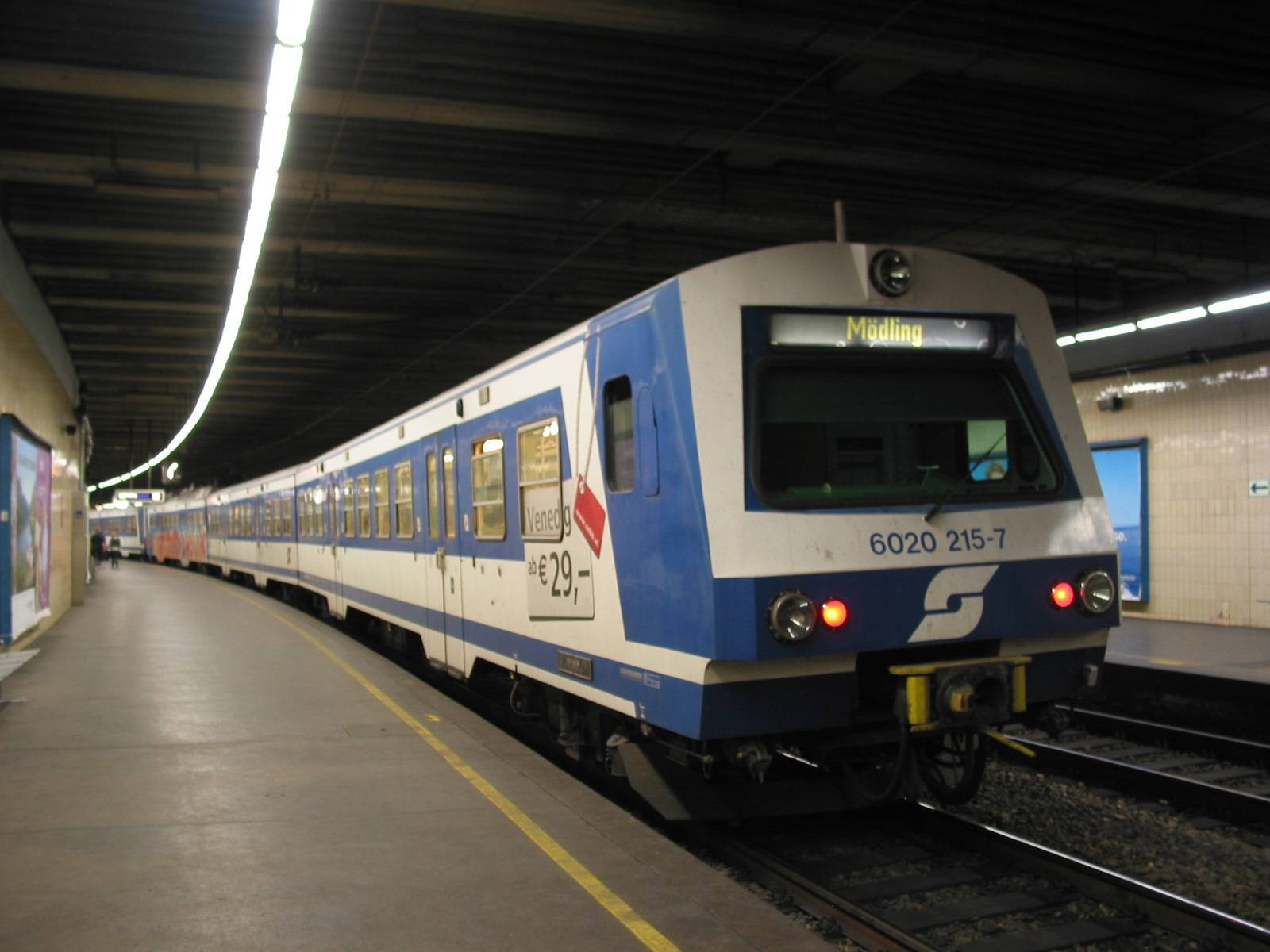
A bécsi S-Bahn szerelvénye

Ausztria területének jelentős része az Alpokban fekszik, az ország szerepe mint az észak–dél, mind a kelet–nyugat irányú közlekedésben kiemelkedően fontos. A vasúthálózat teljes hossza 6399 km, ebből normál nyomtávú 5927 km (3688 km villamosított 15 kV 16,7 Hz-cel), 1000 mm-es nyomtávú 384 km (15 km villamosított) és 88 km 760 mm-es (10 km villamosított).

## Az osztrák vasúti liberalizáció
A 2003-ban elfogadott törvény az államvasút – Osztrák Szövetségi Vasutak (Österreichische Bundesbahnen, ÖBB) – új felépítéséről az első lépés volt az osztrák piac liberalizálása felé, ám ennek hatása még nem látható. A vasúti struktúra 1957-től meglévő szerkezete önmagában nem elegendő, további jogszabályok megalkotása szükséges. A tényleges versenyhelyzet megteremtésért 1991 óta lényegében semmi sem történt. Sem a személy-, sem a teherszállításban nem lehet az államvasúti pályákon a monopoltársaság előzetes engedélye nélkül közlekedni.
Az osztrák piacon új szereplők megjelenése a következő egy-két évben nem valószínű. Azonban az ÖBB mellett további tíz cég közlekedhet jelenleg az osztrák hálózaton, ám mindegyikük évek, évtizedek óta megteheti ezt. Ráadásul a tíz cég majd mindegyike állami vagy városi tulajdonban van.
A számviteli szétválasztás 2004. január 1-jével jött létre az ÖBB holdinggá szervezésével. A teherszállítást a Rail Cargo Austria AG, a teljes személyszállítást a Personenverkehr AG, valamennyi vontatójármű a Traktion GmbH-é lett, mely kiszolgálja mind a személy-, mind az árufuvarozás igényeit. A járműjavítókat a Technische Services GmbH-ba tömörítették, mely szintén minden tevékenységet elvégez. Ezek mellett létrejött egy pályafenntartó és egy pályaépítő cég is. Van rá remény, hogy még 2004-ben elfogadják azt a törvényt, mely lehetővé teszi „harmadik” fél megjelenését a hálózaton.

## Ausztria vasúti személyszállítása
Az ÖBB 2003-ban 183,7 millió utast szállított, az átlagos osztrák állampolgár 1000 km-t vonatozott ez idő alatt, amivel a társaság részaránya e szegmensben 8,6%-os. Ehhez persze még hozzájön a magántársaságok által szállított kb. 15 millió utas. Csak éppen a magántársaságok adatai az EU statisztikai adatsorról rendre lemaradnak.
Az ÖBB magas piaci részarányára az utaskényelem, és az utas tájékoztatás kiemelt fontosságúként való kezelése lehet az egyik magyarázat. A rendszeresen utazók 45-50% kedvezményre jogosultak VorteilsCardjuk felmutatásával. E kártyának több fajtája van, a kedvezmény köre változhat (például van, amelyik buszra is érvényes), de a kedvezmény mértéke egységes. A 26 év alattiak kártyája például általában már egy távolsági utazás során megtérül. A kártyához mindössze egy fényképet kell az utasnak magával vinnie bármelyik jegypénztárba. Ott az adatlap kitöltése után „ideiglenes”, jegypapírra nyomtatott igazolást kap a kártyájáról, és míg az postán meg nem érkezik, azzal veheti igénybe a kedvezményt.
A társaság élen jár a jegypénztárak kiváltásában technológiai fejlesztések által. Az egyszerű, viszonylatos díjszabás az utasok számára is jól magyarázható, így az automaták kezelése könnyű, lévén kedvezmény csak a VorteilsCardra jár. Helybiztosítás azonban egyelőre még csak a jegypénztárban igényelhető, de az egyetlen vonaton sem kötelező. Az egyenletesen magas színvonal „csupán” az éjszakai közlekedésben törik meg olykor. Az éjszakai vonatok ülőhelyes kocsi kapacitása sokszor nem elegendő, és sajnos olyan típusok is előfordulnak benne, melyek az éjszakai utakhoz nem ideálisak.
Az ÖBB a többi országnál bátrabban nyúlt a csökkent utazási időszakban vonatainak autóbusszal történő helyettesítéséhez. Tette ezt már csak azért is, mert több évtizede saját busztársasággal is rendelkezik. A vonatpótló busz közlekedése nemcsak a mellékvonalak esetében igaz. Egyes mellékvonalak meg kifejezetten a tarifaközösségre épülnek. Több vonalon is egy-két pár vonat közlekedik mindössze, mellyel az iskolások túlnyomó többsége utazik. A többi időszakban elég egy szóló autóbusz is. Érdekes módon a csak diákvonatok által használt vonalak majd mindegyike a teherszállításnak köszönheti létét. Így az ipar vasúti kapcsolatának leépülése a személyszállítás végét is jelentené.
A fenti kivételektől eltekintve ütemes menetrendek kialakítására törekedtek, amelyek segítenek ugyan fenntartani az utazási igényt, de egyes irányokban, időszakokban nulla közelire eshet a vonatok forgalma. Ilyen pedig – sajnos – majd minden mellékvonalon előfordul. A magántársaságok túlnyomó többsége elfogadja az ÖBB által kiállított VorteilsCardokat. Így senkit nem ér hátrányt amiatt, hogy magántársaság, vagy az ÖBB vonalán lakik.
A magántársaságok személyszállítási tevékenységet az ÖBB pályáin csak igen korlátozott körülmények között kínálnak. Azonban e téren történt egy apró változás 2005-ben. A Salzburger Lokalbahn elnyerte a német Freilassing–Berchtesgaden-vasúti mellékvonalon a közlekedtetés jogát. E vonalon nem az ÖBB-t, hanem a DB-t váltja. Az eset érdekessége, hogy a vonatok eddigi is Salzburgból közlekedtek Freilassingen át Berchtesgadenbe. E vonalhoz hét új motorvonatot rendelt az osztrák társaság.

### Hely- és pótjegy váltása
Távolsági forgalomban helyjegy váltható, pótjegy nincs. A helyjegy egységáras, azaz egy foglalás az utasok számától függetlenül azonos árú – például egy együtt utazó család esetén csak egy helyjegy árát kell kifizetni az összes utas után. Ez azt jelenti, hogy nem egy-egy ülőhely biztosítása kerül pénzbe, hanem egy-egy ülőhelyfoglalási tranzakció, amelynek keretében akárhány hely fenntartását kérhetjük, ha rendelkezünk a megfelelő számú menetjeggyel. A internetes menetrendi keresőben a frekventáltabb vonatokat „helyjegy váltása ajánlott” megjegyzéssel jelölik.

## Ausztria vasúti árufuvarozása
Az ÖBB nagy nyertese volt az Ausztriában erős zöld mozgalmaknak. Az Ökopont rendszer nem kevés árut, teherautót terelt a sínekre mindaddig, míg az EU joggal ellentétes rendszerre adott átmeneti mentesség lejárt és azt el kellett törölni. 2003-ban 87 millió tonna árut szállítottak, amely teljesítményt szilárdan tartja a cég. Az ország tranzit szerepére jellemző, hogy forgalmának 75%-a (65,7 millió tonna) bonyolódott nemzetközi relációkban. Kedvez a vasúti árufuvarozásnak az a tény, hogy a vonatok a német határon megállás nélkül áthaladhatnak, és Ausztria egyetlen szomszédja felé sincs már hosszadalmas vámkezelés. A magyar-osztrák viszonylatban sok esetben a mozdonyvezető cserére korlátozódik mindössze a megállás a határon. Az EU hivatalos statisztikájában szereplő 30,8%-os részarány a valóságban még ennél is nagyobb, mert ez csak az ÖBB teljesítményén alapszik.
Az ország egyik ipari jelképe, a linzi Voest Alpin például „CargoServ–Voest Steelworks” néven saját mozdonyaival közlekedik Linz és Steyrling között.
Érdekes lesz annak hatása, ha az ÖBB Cargo cége és a Railion árversenybe kezd egymással az ausztriai tranzit útvonalakért, vajon tud-e még nőni a mostani bő 30%-os részarány?
Az ÖBB Cargo (ma Rail Cargo Austria) 2008-ban megvásárolta a magyar MÁV Cargo Zrt.-t (ma Rail Cargo Hungaria), így Közép-Európa legnagyobb vasúti árufuvarozója lett.

## Vonalbezárások
2010 végén, az új 2011-es menetrend bevezetésével számos ausztriai mellékvonalon szűnt meg a személyszállítás.

## Fővonalak
- Westbahn
- Südbahn
  - Semmeringi vasút - a világörökség része
- Nordbahn
- Ostbahn
- Nordwestbahn
- Arlberg vasútvonal
- Brenner-vasútvonal
- Kaiser Franz-Josephs-Bahn
- Koralm-vasútvonal (építés alatt)
- Pyhrnbahn
- Tauernbahn

## Vasúti kapcsolata más országokkal
- Csehország – azonos nyomtáv – eltérő áramrendszer 15 kV AC / 3 kV DC
- Svájc – azonos nyomtáv – azonos áramrendszer
- Németország – azonos nyomtáv – azonos áramrendszer
- Magyarország – azonos nyomtáv – eltérő áramrendszer 15 kV AC / 25 kV AC
- Olaszország – azonos nyomtáv – eltérő áramrendszer 15 kV AC / 3 kV DC
- Liechtenstein – azonos nyomtáv – azonos áramrendszer
- Szlovákia – azonos nyomtáv – eltérő áramrendszer 15 kV AC / 25 kV AC
- Szlovénia – azonos nyomtáv – eltérő áramrendszer 15 kV AC / 3 kV DC